# SMK Dala Falun
SMK Dala är en motorklubb i Falun, Dalarna. En motorcykelstjärna från klubben är motocross- och enduroföraren Mats Nilsson.